# Mesoclemmys vanderhaegei
Mesoclemmys vanderhaegei là một loài rùa trong họ Chelidae. Loài này được Bour mô tả khoa học đầu tiên năm 1973.

## Hình ảnh